# Colțica
Colțica este o localitate dispărută în județul Brăila, Muntenia, România.
La sfârșitul secolului al XIX-lea, Colțica era o târlă componentă a comunei Bordei Verde aflată în plasa Balta a județului Brăila.
Satul era situat la circa 6 kilometri sud-vest de Bordei Verde.
Satul a dispărut la începutul secolului XX, locuitorii mutându-se în Filiu.